# Ministerio de Administración e Interior (Rumania)
Ministerio de Administración e Interior (en rumano: Ministerul Administraţiei şi Internelor) es uno de los ministerios que forman parte del Gobierno de Rumania. Fue fundada el 20 de julio de 1862 y el primer ministro del Ministerio fue Barbu Catargiu. El actual ministro es representante del Partido Liberal Democrático, Gabriel Berca.
Desde el 23 de agosto de 1944 hasta el 18 de marzo de 1975 el ministerio fue denominado Ministerio de Asuntos Internos. Entre 2004 y 2007 se cambió a Ministerio de Administración e Interior y a partir de abril de 2007, Ministerio de Interior y Reforma Administrativa. En diciembre de 2008, el gobierno de Boc impuso el nombre anterior y actual de Ministerio de Administración e Interior.
El ministerio se situó cerca de Lipscani, en el Palatul Vama Poştei, edificio construido entre 1914 y 1926 según los planos del arquitecto Statie Ciortan. En 2006 el ministerio fue trasladado al antiguo edificio del Senado en la plaza de la Revolución de Bucarest. Este fue el mismo edificio en el que Nicolae Ceaușescu trató de ofrecer su último discurso y huyó en helicóptero al día siguiente durante la Revolución rumana de 1989.

## Organismos subordinados
- Policía de Rumania
- Inspección General para Situaciones de Emergencia
- Policía fronteriza de Rumania
- Gendarmería de Rumania
- Archivos Nacionales de Rumania
- Dirección General de Inteligencia y Protección Interna
- Directorio General Anticorrupción
- Grupo Especial de Protección e Intervención
- Inspección General de Aviación

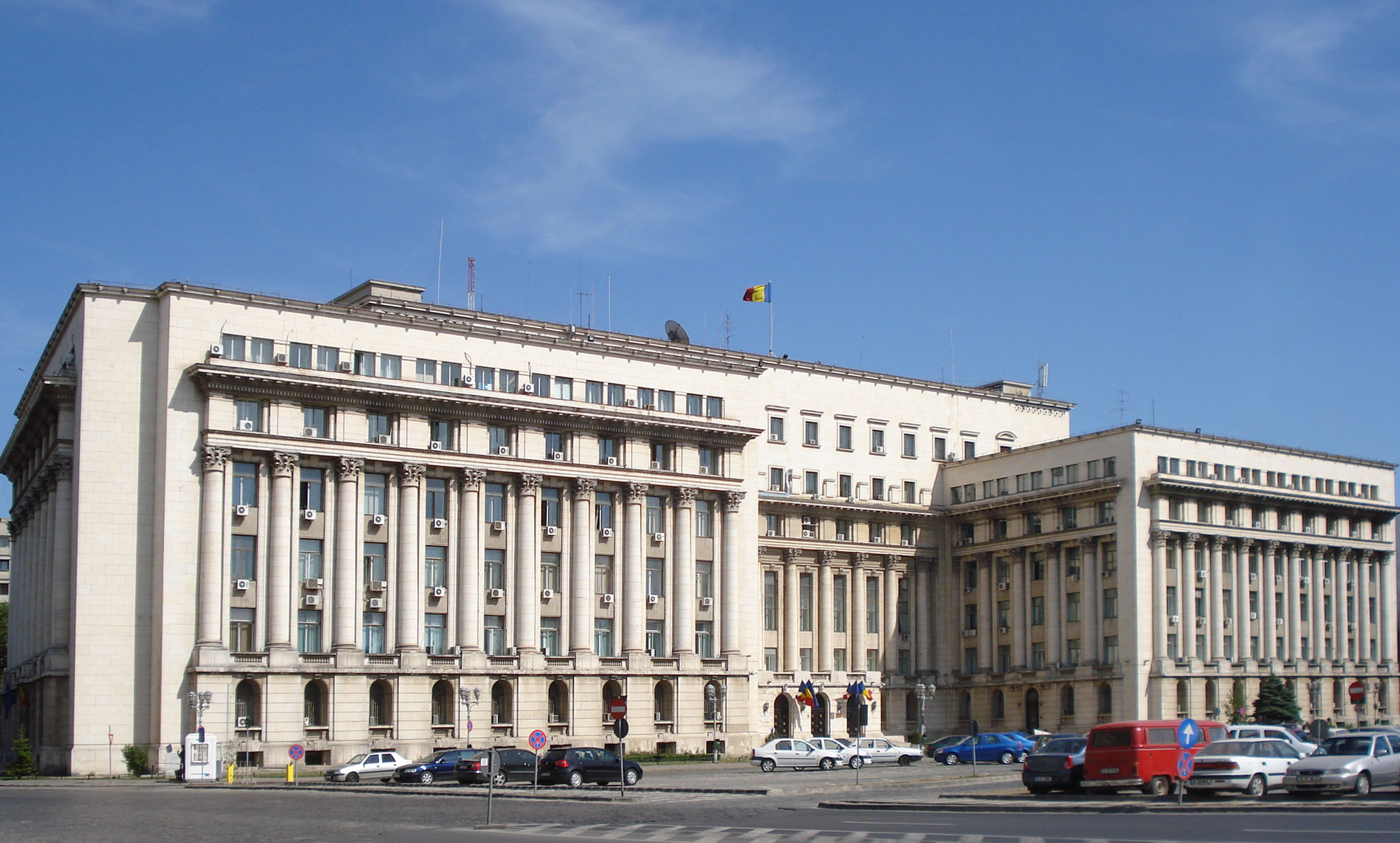
Oficinas ministeriales en la plaza de la Revolución